# Bell’s Open 1979
Die Bell’s Open 1979 im Badminton fanden in Perth statt.

## Finalresultate
| Disziplin    | Sieger                   | Finalist                      | Ergebnis    |
| ------------ | ------------------------ | ----------------------------- | ----------- |
| Herreneinzel | Ray Stevens              | Kevin Jolly                   | 15:8, 15:13 |
| Dameneinzel  | Nora Perry               | Gillian Gilks                 | 12:9, 11:6  |
| Herrendoppel | David Eddy Ray Stevens   | Billy Gilliland Dan Travers   | 15:12, 15:5 |
| Damendoppel  | Nora Perry Karen Puttick | Gillian Gilks Jane Webster    | 15:9, 15:12 |
| Mixed        | Ray Stevens Nora Perry   | Billy Gilliland Karen Puttick | 15:12, 15:6 |